# Leechia sinuosalis
Leechia sinuosalis là một loài bướm đêm trong họ Crambidae.